# Jan Yperman

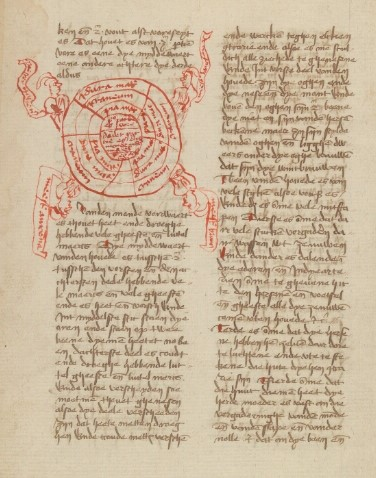
Fragment uit het manuscript "Cyrurgie" van meester Jan Yperman. Vervaardigd in de Nederlanden, midden 15e eeuw. Bewaard in de Universiteitsbibliotheek Gent.

Jan Yperman was een middeleeuwse chirurgijn die waarschijnlijk leefde van 1260 tot ongeveer 1332. Hij genoot zijn opleiding in Parijs, waar hij mogelijk de colleges van chirurg Lanfranc van Milaan bijwoonde. Hij was verbonden aan het Ieperse Belle-Godshuis.

## Levensloop
Yperman schreef twee werken in het begin van de jaren 1300 over heelkunde en interne geneeskunde. Deze werken kenden een verborgen bestaan tot op het einde van de negentiende eeuw, toen ze in Londen terug opdoken. Het perkamenten handschrift dat in de Londense boekhandel werd gevonden, wordt nu bewaard in de Koninklijke bibliotheek van België (ms. 15624-41) dankzij de Belgische bibliofiel Karel van Hulthem. 
In zijn tijd was Jan Yperman een pionier en vernieuwer op vlak van chirurgie en geneeskunde. De twee geschriften die bewaard gebleven zijn in de Universiteitsbibliotheek van Gent, Cyrurgie (heelkunde) en Medicina (geneeskunde), getuigen van zijn kritische en op beproefde ervaring vertrouwende geest. Na zijn medische opleiding, wellicht te Parijs, oefende Yperman het beroep van chirurgijn uit te Ieper. Daar was hij onder meer werkzaam in dienst van de stad in het zogenaamde Belle-ziekenhuis. Archivalisch verdwijnt zijn spoor te Ieper omstreeks 1330. 

## Publicaties
- In zijn Cyrurgie vermeldt hij als laatste gedateerde verwijzing naar zijn praktijk een ziektegeval uit het jaar 1328. Het is dus mogelijk dat hij kort na het voltooien van zijn Cyrurgie, ca. 1330, gestorven is.[5]
- Medicina, over interne geneeskunde

## Naamgeving
Een aantal zaken zijn naar Jan Yperman genoemd:
- Het regionaal ziekenhuis Jan Yperman in Ieper
- Het bier Yperman van Brouwerij Het Sas
- De Koninklijke Doktersgilde Jan Yperman[6]

- Bibsys: 4111005
- Bibliothèque nationale de France: cb11999618m (data)
- Gemeinsame Normdatei: 119212579
- International Standard Name Identifier: 0000 0004 4252 7863
- Library of Congress Control Number: n88169476
- Nederlandse Thesaurus van Auteursnamen: 127735623
- Système universitaire de documentation: 028092368
- Virtual International Authority File: 274774104